# Seznam dílů seriálu Odkaz
Toto je seznam dílů seriálu Odkaz. Americký dramatický televizní seriál Odkaz byl vysílán od 25. října 2018 do 16. června 2022 na stanici The CW. Celkem bylo odvysíláno 68 dílů seriálu.

## Přehled řad
| Řada | Díly | Premiéra v USA | Premiéra v USA  | Premiéra v ČR   | Premiéra v ČR  |
| Řada | Díly | První díl      | Poslední díl    | První díl       | Poslední díl   |
| ---- | ---- | -------------- | --------------- | --------------- | -------------- |
| 1    | 16   | 25. října 2018 | 28. března 2019 | 8. ledna 2019   | 23. dubna 2019 |
| 2    | 16   | 10. října 2019 | 26. března 2020 | 7. ledna 2020   | 21. dubna 2020 |
| 3    | 16   | 21. ledna 2021 | 24. června 2021 | 14. března 2021 | 8. srpna 2021  |
| 4    | 20   | 14. října 2021 | 16. června 2022 | 17. května 2022 | 27. září 2022  |

## Seznam dílů

### První řada (2018–2019)
| Č. v seriálu | Č. v řadě | Původní název                                 | Režie             | Scénář                                                             | Premiéra v USA     | Premiéra v ČR   |
| ------------ | --------- | --------------------------------------------- | ----------------- | ------------------------------------------------------------------ | ------------------ | --------------- |
| 1            | 1         | This Is the Part Where You Run                | Chris Grismer     | Julie Plec                                                         | 25. října 2018     | 8. ledna 2019   |
| 2            | 2         | Some People Just Want to Watch the World Burn | Michael Allowitz  | Brett Matthews a Julie Plec                                        | 1. listopadu 2018  | 15. ledna 2019  |
| 3            | 3         | We're Being Punked, Pedro                     | Carol Banker      | Julie Plec a Sherman Payne                                         | 8. listopadu 2018  | 22. ledna 2019  |
| 4            | 4         | Hope Is Not the Goal                          | Chris Grismer     | námět: Brett Mathews scénář: Bryce Ahart a Stephanie McFarlane     | 15. listopadu 2018 | 29. ledna 2019  |
| 5            | 5         | Malivore                                      | Michael Karasick  | Thomas Brandon a Penny Cox                                         | 29. listopadu 2018 | 5. února 2019   |
| 6            | 6         | Mombie Dearest                                | Geoff Shotz       | Marguerite MacIntyre                                               | 6. prosince 2018   | 12. února 2019  |
| 7            | 7         | Death Keeps Knocking on My Door               | Angela Gomes      | Julie Plec                                                         | 13. prosince 2018  | 19. února 2019  |
| 8            | 8         | Maybe I Should Start from the End             | Nathan Hope       | Brett Matthews                                                     | 24. ledna 2019     | 26. února 2019  |
| 9            | 9         | What Was Hope Doing in Your Dreams?           | Darren Grant      | Penny Cox                                                          | 31. ledna 2019     | 5. března 2019  |
| 10           | 10        | There's a World Where Your Dreams Came True   | John Hyams        | Brett Matthews a Josh Schaer                                       | 7. února 2019      | 12. března 2019 |
| 11           | 11        | We're Gonna Need a Spotlight                  | Barbara Brown     | Thomas Brandon a Penny Cox                                         | 21. února 2019     | 19. března 2019 |
| 12           | 12        | There's a Mummy on Main Street                | Julie Plec        | Marguerite MacIntyre a Sherman Payne                               | 28. února 2019     | 26. března 2019 |
| 13           | 13        | The Boy Who Still Has a Lot of Good to Do     | Paul Wesley       | námět: Mark Ryan Walberg scénář: Bryce Ahart a Stephanie McFarlane | 7. března 2019     | 2. dubna 2019   |
| 14           | 14        | Let's Just Finish the Dance                   | Geoff Shotz       | Sherman Payne                                                      | 14. března 2019    | 9. dubna 2019   |
| 15           | 15        | I'll Tell You a Story                         | Tony Solomons     | Thomas Brandon                                                     | 21. března 2019    | 16. dubna 2019  |
| 16           | 16        | There's Always a Loophole                     | Mary Lou Bellucci | Brett Matthews                                                     | 28. března 2019    | 23. dubna 2019  |

### Druhá řada (2019–2020)
| Č. v seriálu | Č. v řadě | Původní název                                          | Režie               | Scénář                               | Premiéra v USA     | Premiéra v ČR   |
| ------------ | --------- | ------------------------------------------------------ | ------------------- | ------------------------------------ | ------------------ | --------------- |
| 17           | 1         | I'll Never Give Up Hope                                | Julie Plec          | Brett Matthews a Julie Plec          | 10. října 2019     | 7. ledna 2020   |
| 18           | 2         | This Year Will Be Different                            | Jeffrey Hunt        | Thomas Brandon                       | 17. října 2019     | 14. ledna 2020  |
| 19           | 3         | You Remind Me of Someone I Used to Know                | Michael Allowitz    | Brett Matthews a Adam Higgs          | 24. října 2019     | 21. ledna 2020  |
| 20           | 4         | Since When Do You Speak Japanese?                      | Geoff Shotz         | Penny Cox                            | 7. listopadu 2019  | 28. ledna 2020  |
| 21           | 5         | Screw Endgame                                          | Barbara Brown       | Brett Matthews a Thomas Brandon      | 14. listopadu 2019 | 4. února 2020   |
| 22           | 6         | That's Nothing I Had to Remember                       | Bola Ogun           | Adam Higgs a Josh Eiserike           | 21. listopadu 2019 | 11. února 2020  |
| 23           | 7         | It Will All Be Painfully Clear Soon Enough             | Lauren Petzke       | Jimmy Mosqueda a Cynthia Adarkwa     | 5. prosince 2019   | 18. února 2020  |
| 24           | 8         | This Christmas Was Surprisingly Violent                | Brett Matthews      | Brett Matthews a Hannah Rosner       | 12. prosince 2019  | 25. února 2020  |
| 25           | 9         | I Couldn't Have Done This Without You                  | Carl Seaton         | Thomas Brandon a Hannah Rosner       | 16. ledna 2020     | 3. března 2020  |
| 26           | 10        | This Is Why We Don't Entrust Plans to Muppet Babies    | America Young       | Adam Higgs a Josh Eiserike           | 23. ledna 2020     | 10. března 2020 |
| 27           | 11        | What Cupid Problem?                                    | Darren Grant        | Penny Cox a Cynthia Adarkwa          | 30. ledna 2020     | 17. března 2020 |
| 28           | 12        | Kai Parker Screwed Us                                  | Angela Barnes Gomes | Brett Matthews a Thomas Brandon      | 6. února 2020      | 24. března 2020 |
| 29           | 13        | You Can't Save Them All                                | Jeffrey Hunt        | Brett Matthews a Thomas Brandon      | 13. února 2020     | 31. března 2020 |
| 30           | 14        | There's a Place Where the Lost Things Go               | Michael Karasick    | Brett Matthews a Mark Ryan Walberg   | 12. března 2020    | 7. dubna 2020   |
| 31           | 15        | Life Was So Much Easier When I Only Cared About Myself | Lauren Petzke       | Adam Higgs a Jimmy Mosqueda          | 19. března 2020    | 14. dubna 2020  |
| 32           | 16        | Facing Darkness Is Kinda My Thing                      | Michael Karasick    | Thomas Brandon a Sylvia Batey Alcalá | 26. března 2020    | 21. dubna 2020  |

### Třetí řada (2021)
| Č. v seriálu | Č. v řadě | Původní název                                                     | Režie                       | Scénář                          | Premiéra v USA  | Premiéra v ČR     |
| ------------ | --------- | ----------------------------------------------------------------- | --------------------------- | ------------------------------- | --------------- | ----------------- |
| 33           | 1         | We're Not Worthy                                                  | Jeffrey Hunt                | Penny Cox a Cynthia Adarkwa     | 21. ledna 2021  | 14. března 2021   |
| 34           | 2         | Goodbyes Sure Do Suck                                             | Eric Dean Seaton            | Benjamin Raab a Deric A. Hughes | 28. ledna 2021  | 21. března 2021   |
| 35           | 3         | Salvatore: The Musical!                                           | Jason Stone                 | Thomas Brandon                  | 4. února 2021   | 28. března 2021   |
| 36           | 4         | Hold On Tight                                                     | Jeffrey Hunt                | Brett Matthews                  | 11. února 2021  | 4. dubna 2021     |
| 37           | 5         | This Is What It Takes                                             | Darren Grant a Jeffrey Hunt | Brett Matthews                  | 18. února 2021  | 11. dubna 2021    |
| 38           | 6         | To Whom It May Concern                                            | Lauren Petzke               | Thomas Brandon                  | 11. března 2021 | 18. dubna 2021    |
| 39           | 7         | Yup, It's a Leprechaun, All Right                                 | Tony Griffin                | Penny Cox a Cynthia Adarkwa     | 18. března 2021 | 6. června 2021    |
| 40           | 8         | Long Time, No See                                                 | Geoff Shotz                 | Benjamin Raab a Deric A. Hughes | 25. března 2021 | 13. června 2021   |
| 41           | 9         | Do All Malivore Monsters Provide This Level of Emotional Insight? | Barbara Brown               | Brett Matthews a Adam Higgs     | 8. dubna 2021   | 20. června 2021   |
| 42           | 10        | All's Well That Ends Well                                         | Jeffrey Hunt                | Thomas Brandon a Price Peterson | 15. dubna 2021  | 27. června 2021   |
| 43           | 11        | You Can't Run from Who You Are                                    | Trevor E. S. Juarez         | Adam Higgs a Hannah Rosner      | 6. května 2021  | 4. července 2021  |
| 44           | 12        | I Was Made to Love You                                            | Michael Allowitz            | Brett Matthews                  | 13. května 2021 | 11. července 2021 |
| 45           | 13        | One Day You Will Understand                                       | Bola Ogun                   | Cynthia Adarkwa                 | 20. května 2021 | 18. července 2021 |
| 46           | 14        | This Feels a Little Cult-y                                        | America Young               | Penny Cox                       | 10. června 2021 | 25. července 2021 |
| 47           | 15        | A New Hope                                                        | Brett Matthews              | Brett Matthews a Thomas Brandon | 17. června 2021 | 1. srpna 2021     |
| 48           | 16        | Fate's a Bitch, Isn't It?                                         | Jeffrey Hunt                | Benjamin Raab a Deric A. Hughes | 24. června 2021 | 8. srpna 2021     |

### Čtvrtá řada (2021–2022)
| Č. v seriálu | Č. v řadě | Původní název                                            | Režie                | Scénář                                                     | Premiéra v USA     | Premiéra v ČR     |
| ------------ | --------- | -------------------------------------------------------- | -------------------- | ---------------------------------------------------------- | ------------------ | ----------------- |
| 49           | 1         | You Have to Pick One This Time                           | Tony Solomons        | Mark Ryan Walberg                                          | 14. října 2021     | 17. května 2022   |
| 50           | 2         | There's No I in Team, or Whatever                        | Michael Karasick     | Adam Higgs a Hannah Rosner                                 | 21. října 2021     | 24. května 2022   |
| 51           | 3         | We All Knew This Day Was Coming                          | Lauren Petzke        | námět: Thomas Brandon scénář: Courtney Grace a J. P. Estes | 28. října 2021     | 31. května 2022   |
| 52           | 4         | See You on the Other Sid                                 | Jeffrey Hunt         | Brett Matthews a Sylvia Batey Alcalá                       | 4. listopadu 2021  | 7. června 2022    |
| 53           | 5         | I Thought You'd Be Happier to See Me                     | Lauren Petzke        | Brett Matthews                                             | 11. listopadu 2021 | 14. června 2022   |
| 54           | 6         | You're a Long Way from Home                              | America Young        | Thomas Brandon a Kimberly Ndombe                           | 18. listopadu 2021 | 21. června 2022   |
| 55           | 7         | Someplace Far Away from All This Violence                | Barbara Brown        | Jose Molina a Hannah Rosner                                | 2. prosince 2021   | 28. června 2022   |
| 56           | 8         | You Will Remember Me                                     | Nimisha Mukerji      | Brett Matthews a Layne Morgan                              | 9. prosince 2021   | 5. července 2022  |
| 57           | 9         | I Can't Be the One to Stop You                           | Morenike Joela Evans | Benjamin Raab a Deric A. Hughes                            | 16. prosince 2021  | 12. července 2022 |
| 58           | 10        | The Story of My Life                                     | Jeffrey Hunt         | Brett Matthews a Price Peterson                            | 24. února 2022     | 19. července 2022 |
| 59           | 11        | Follow the Sound of My Voice                             | Tony Griffin         | Thomas Brandon a Solange Morales                           | 3. března 2022     | 26. července 2022 |
| 60           | 12        | Not All Those Who Wander Are Lost                        | Michael Allowitz     | Brett Matthews a Mark Ryan Walberg                         | 10. března 2022    | 2. srpna 2022     |
| 61           | 13        | Was This The Monster You Saw                             | Trevor E. S. Juarez  | Brett Matthews a Kimberly Ndombe                           | 31. března 2022    | 9. srpna 2022     |
| 62           | 14        | The Only Way Out Is Through                              | Jeffrey Hunt         | Thomas Brandon a Jose Molina                               | 7. dubna 2022      | 16. srpna 2022    |
| 63           | 15        | Everything That Can Be Lost May Also Be Found            | Brett Matthews       | Brett Matthews                                             | 15. dubna 2022     | 23. srpna 2022    |
| 64           | 16        | I Wouldn't Be Standing Here If It Weren't for You        | Jason Stone          | Layne Morgan a Courtney Grace                              | 28. dubna 2022     | 30. srpna 2022    |
| 65           | 17        | Into the Woods                                           | Jen Derwingson       | Hannah Rosner a Price Peterson                             | 5. května 2022     | 6. září 2022      |
| 66           | 18        | By the End of This, You'll Know Who You Were Meant to Be | Lauren Petzke        | Thomas Brandon                                             | 2. června 2022     | 13. září 2022     |
| 67           | 19        | This Can Only End in Blood                               | Jeffrey Hunt         | Benjamin Raab a Deric A. Hughes                            | 9. června 2022     | 20. září 2022     |
| 68           | 20        | Do You Mind Staying with Me for Another Minute?          | Michael Allowitz     | Julie Plec a Brett Matthews                                | 16. června 2022    | 27. září 2022     |